# 조지 시대
조지 시대(Georgian era)는 영국사에서 조지 1세가 즉위한 1714년부터 조지 4세가 죽은 1830년까지, 혹은 윌리엄 4세가 죽은 1837년까지를 일컫는 시기다. 조지 시대 중 1795년부터를 섭정시대로 일컫기도 한다. 빅토리아 시대로의 전환점인 조지 시대는 종교, 사회적 가치, 예술 측면에서 합리주의로부터 낭만주의로의 변화로 특징지어진다.

## 예술과 문화
조지 시대 사회와 이미지는 다니엘 디포, 조너선 스위프트, 새뮤얼 리처드슨, 헨리 필딩, 로렌스 스턴, 메리 셸리, 제인 오스틴 같은 작가들의 소설에 잘 묘사되어 있고 로버트 애덤, 존 내시(John Nash), 제임스 와이엇(James Wyatt)의 건축과 고딕 복고양식에 의해 특징지어진다.
예술의 개화는 낭만주의 시인들, 주로 새뮤얼 테일러 콜리지, 윌리엄 워즈워스, 퍼시 비시 셸리, 윌리엄 블레이크, 존 키츠, 바이런 경, 로버트 번스에 의해 가장 생생하게 드러난다.
토머스 게인즈버러, 조슈아 레이놀즈, 조지프 말로드 윌리엄 터너, 존 컨스터블의 그림은 조지 시대의 변화하는 모습을 묘사했다.
존 필드, 헨델, 하이든, 무치오 클레멘티, 요한 크리스티안 바흐, 윌리엄 보이스(William Boyce), 모차르트, 베토벤, 멘델스존의 음악이 조지 시대에 영국에서 가장 인기가 있었다.

### 그랜드 투어
그랜드 투어는 18세기 절정을 이뤘고 조지 시대 사회와 관련이 있다. 젊은 상위 계층 영국인들은 지적, 문화적 목적으로 프랑스나 네덜란드를 거쳐 이탈리아로 갔다. 역사학자 에드워드 기번은 그랜드 투어를 지적 자기 개선에 유용하다고 발언했다. 그랜드 투어는 대개 1년 이상이 걸렸다.

## 사회적 변화
조지 시대는 계층 분화를 심화시켰다고 간주되고, 토리당과 휘그당 같은 라이벌 정당을 대두시킨 산업 혁명과 더불어 영국에서 엄청난 사회적 변혁기였다.
농촌에서는 농업 혁명으로 인해 사람들의 이동, 소규모 공동체 몰락, 도시의 성장, 통합된 교통 체계의 시작에 엄청난 변화를 주었으며 시골 읍내와 마을은 쇠락했고 일자리가 줄어 캐나다, 13개 식민지 같은 식민지로 대량 이주가 발생했다.

### 복음주의적 종교 및 사회 개혁
존 웨슬리가 활동했다.